# Vidéographie de Nicki Minaj
Pour un article plus général, voir Nicki Minaj.

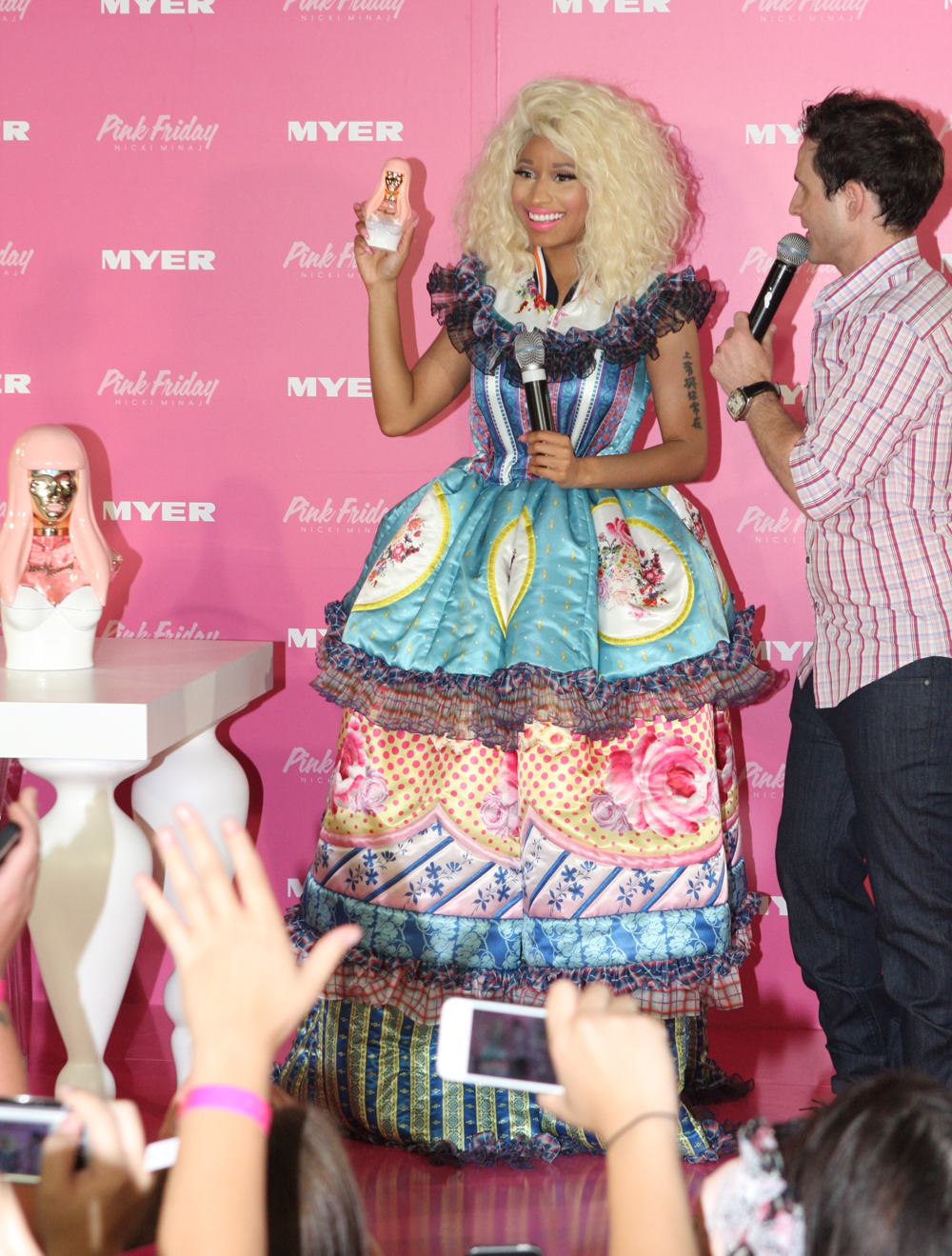
Nicki Minaj au lancement de son parfum Pink Friday.

La vidéographie de Nicki Minaj, rappeuse et chanteuse américaine d'origine trinidadienne, se compose de 127 clips (53 en tant qu'artiste principale et 74 en tant qu'invitée), seize publicités et six documentaires. Minaj apparaît également dans quatre films : le film d'animation L'Âge de glace 4 : La Dérive des continents (dans lequel elle prête sa voix au personnage de Steffie), Triple Alliance dans lequel elle donne la réplique à Cameron Diaz, Barbershop: The Next Cut et enfin Angry Birds : Copains comme cochons.
En 2009, Minaj signe un contrat d'enregistrement avec Young Money Entertainment et sort sa première vidéo solo sous le label, Massive Attack, en mars 2010. Les clips de Minaj connaissent en général un fort succès et représentent une partie importante de sa carrière. En effet, la rappeuse cumule à ce jour plus de 7 milliards de vues sur la plateforme de streaming vidéo Youtube, détenant ainsi le record de vues pour une artiste de rap féminin. La chaîne Vevo de la rappeuse compte 22 certifications Vevo (vidéos cumulant plus de 100 millions de vues). Minaj a également battu le record de la vidéo la plus vue en 24 heures sur Vevo trois fois : en 2012 pour Stupid Hoe et en featuring sur le titre Beauty and a Beat de Justin Bieber, puis en 2014 avec Anaconda. Avec Taylor Swift, elle est la seule artiste à accomplir cet exploit. Le 3 avril 2021, Anaconda dépasse le milliard de vues sur Youtube, faisant de Minaj la première rappeuse à réaliser cet exploit avec un clip en solo.
Minaj a notamment remporté cinq MTV Video Music Awards pour sa vidéographie : trois MTV Video Music Award de la meilleure vidéo hip-hop pour Super Bass (2011), Anaconda (2015) et Chun-Li (2018), un MTV Video Music Award de la meilleure vidéo féminine pour Starships (2012), et plus récemment le MTV Video Music Award du Best Power Anthem pour Hot Girl Summer (2019).

## Clips

### En tant qu'artiste principale
| Titre                                                                          | Année | Réalisateur                                | Références | Nombre de vues (en millions) |
| ------------------------------------------------------------------------------ | ----- | ------------------------------------------ | ---------- | ---------------------------- |
| 2007 – 2009                                                                    |       |                                            |            |                              |
| Warning                                                                        | 2007  | Jordan Tower                               |            | 0.212                        |
| Jump Off '07                                                                   | 2007  | Sal Green                                  |            | 2                            |
| Wuchoo Know                                                                    | 2007  | Jordan Tower                               |            | –                            |
| N.I.G.G.A.S                                                                    | 2007  | Jordan Tower                               |            | 1                            |
| Click Clack                                                                    | 2007  | Jordan Tower                               |            | 0.077                        |
| Dead Wrong                                                                     | 2008  | C Money                                    |            | –                            |
| Higher Than a Kite                                                             | 2008  | Jordan Tower                               |            | 0.428                        |
| Go Hard                                                                        | 2009  | Koach K. Rich                              |            | –                            |
| Itty Bitty Piggy                                                               | 2009  | Hood Affairs                               |            | 36                           |
| 2010 – 2019                                                                    |       |                                            |            |                              |
| Massive Attack (featuring Sean Garrett)                                        | 2010  | Hype Williams                              |            | 76                           |
| Your Love                                                                      | 2010  | Director X                                 |            | 142                          |
| Check It Out (featuring Will.i.am)                                             | 2010  | Rich Lee                                   |            | 126                          |
| Right Thru Me                                                                  | 2010  | Diane Martel                               |            | 99                           |
| Moment 4 Life                                                                  | 2010  | Chris Robinson                             |            | 237                          |
| Super Bass                                                                     | 2011  | Sanaa Hamri                                |            | 891                          |
| Did It On'em                                                                   | 2011  | DJ Scoob Doo                               |            | 17                           |
| Fly (featuring Rihanna)                                                        | 2011  | Sanaa Hamri                                |            | 170                          |
| Stupid Hoe                                                                     | 2012  | Hype Williams                              |            | 121                          |
| Beez in the Trap (featuring 2 Chainz)                                          | 2012  | Benny Boom                                 |            | 204                          |
| Starships                                                                      | 2012  | Anthony Mandler                            |            | 406                          |
| Right by My Side (featuring Chris Brown)                                       | 2012  | Benny Boom                                 |            | 446                          |
| Pound the Alarm                                                                | 2012  | Benny Boom                                 |            | 263                          |
| I Am Your Leader (featuring Cam'ron and Rick Ross)                             | 2012  | Colin Tilley                               |            | 44                           |
| Come on a Cone                                                                 | 2012  | Grizz Lee                                  |            | –                            |
| The Boys (featuring Cassie)                                                    | 2012  | Colin Tilley                               |            | 200                          |
| Va Va Voom                                                                     | 2012  | Hype Williams                              |            | 125                          |
| Freedom                                                                        | 2012  | Colin Tilley                               |            | 32                           |
| High School (featuring Lil Wayne)                                              | 2013  | Benny Boom                                 |            | 226                          |
| Up In Flames                                                                   | 2013  | Grizz Lee                                  |            | –                            |
| Lookin Ass                                                                     | 2014  | Nabil                                      |            | 49                           |
| Pills N Potions                                                                | 2014  | Diane Martel                               |            | 230                          |
| Anaconda                                                                       | 2014  | Colin Tilley                               |            | 1 milliard                   |
| Bang Bang (with Jessie J and Ariana Grande)                                    | 2014  | Hannah Lux Davis                           |            | 1.6 milliard                 |
| Only (featuring Drake, Lil Wayne and Chris Brown)                              | 2014  | Hannah Lux Davis                           |            | 471                          |
| The Crying Game                                                                | 2015  | Taylor Cohen                               |            | 17                           |
| I Lied                                                                         | 2015  | Francesco Carrozzini                       |            | 17                           |
| Grand Piano                                                                    | 2015  | Taylor Cohen                               |            | 17                           |
| Feeling Myself (featuring Beyoncé)                                             | 2015  | Alek Keshishian                            |            | –                            |
| The Night Is Still Young                                                       | 2015  | Hannah Lux Davis                           |            | 179                          |
| Make Love (with Gucci Mane)                                                    | 2017  | Eif Rivera                                 |            | 29                           |
| No Frauds (featuring Drake and Lil Wayne)                                      | 2017  | Benny Boom                                 |            | 200                          |
| Regret in Your Tears                                                           | 2017  | Mert and Marcus                            |            | 23                           |
| MotorSport (with Migos and Cardi B)                                            | 2017  | Bradley & Pablo and Quavo                  |            | 601                          |
| She For Keeps (with Quality Control and Quavo)                                 | 2018  | Daps & Quavo                               |            | 33                           |
| Chun-Li (vertical video)                                                       | 2018  | –                                          |            | 31                           |
| Barbie Tingz                                                                   | 2018  | Giovanni Bianco and Nicki Minaj            |            | 106                          |
| Chun-Li                                                                        | 2018  | Steven Klein                               |            | 159                          |
| Bed (featuring Ariana Grande)                                                  | 2018  | Hype Williams                              |            | 87                           |
| Ganja Burn                                                                     | 2018  | Mert and Marcus                            |            | 50                           |
| Barbie Dreams                                                                  | 2018  | Hype Williams                              |            | 132                          |
| Good Form                                                                      | 2018  | Colin Tilley                               |            | 248                          |
| Hard White                                                                     | 2019  | Mike Ho                                    |            | 30                           |
| Megatron                                                                       | 2019  | Mike Ho                                    |            | 124                          |
| Tusa (with Karol G)                                                            | 2019  | Mike Ho                                    |            | 1.2 milliard                 |
| Trollz (with 6ix9ine)                                                          | 2020  | CanonF8, 6ix9ine et David Wept             |            | 349                          |
| What That Speed Bout!? (with Mike Will Made It and YoungBoy Never Broke Again) | 2020  | Edgar Esteves et Austin McCraken           |            | 33                           |
| Do We Have A Problem? (with Lil Baby)                                          | 2022  | Benny Bloom, Andrew Lerios et Luga Podesta |            | 36                           |
| We Go Up (with Fivio Foreign)                                                  | 2022  |                                            |            | 31                           |
| Super Freaky Girl                                                              | 2022  |                                            |            | 49                           |
| Likkle Miss Remix (with Skeng)                                                 | 2022  |                                            |            | 8                            |
| Red Ruby Da Sleeze                                                             | 2023  |                                            |            | 19                           |
| Barbie World (with Ice Spice)                                                  | 2023  | Hanna Lux Davis                            |            | 119                          |

### En tant qu'invitée
| Titre | Artiste                     | Année | Réalisateur                                  | Références | Nombre de vues (en millions) |
| --- | --------------------------- | ----- | -------------------------------------------- | ---------- | ---------------------------- |
| 2009 |                             |       |                                              |            |                              |
| 5 Star (Remix) (featuring Gucci Mane, Trina and Nicki Minaj)                                                                         | Yo Gotti                    | 2009  | Rage                                         |            |                              |
| BedRock (featuring Lloyd) | Young Money                 | 2009  | Dayo                                         |            | 290                          |
| 2010 – 2014 |                             |       |                                              |            |                              |
| Up Out My Face (featuring Nicki Minaj)                                                                                               | Mariah Carey                | 2010  | Nick Cannon                                  |            | 62                           |
| My Chick Bad (featuring Nicki Minaj)                                                                                                 | Ludacris                    | 2010  | Taj Stansberry                               |            | 133                          |
| Roger That | Young Money                 | 2010  | Phenom                                       |            | 22                           |
| Lil Freak (featuring Nicki Minaj) | Usher                       | 2010  | Anthony Mandler                              |            | 31                           |
| Knockout (featuring Nicki Minaj) | Lil Wayne                   | 2010  | Jeff Panzer, Dwayne Carter                   |            | 73                           |
| Get It All (featuring Nicki Minaj)                                                                                                   | Sean Garrett                | 2010  | Gil Green                                    |            | –                            |
| Hello Good Morning (Remix) (featuring Nicki Minaj and Rick Ross)                                                                     | Diddy, Dirty Money          | 2010  | Hype Williams                                |            | 14                           |
| All I Do Is Win (Remix) (featuring T-Pain, Rick Ross, Busta Rhymes, Diddy, Nicki Minaj, Fabolous, Jadakiss, Fat Joe and Swizz Beats) | DJ Khaled                   | 2010  | Dayo                                         |            | 28                           |
| Bottoms Up (featuring Bottoms Up) | Trey Songz                  | 2010  | Anthony Mandler                              |            | 122                          |
| 2012 (It Ain't The End) (featuring Nicki Minaj)                                                                                      | Jay Sean                    | 2010  | Erik White                                   |            | 63                           |
| Letting Go (Dutty Love) (featuring Nicki Minaj)                                                                                      | Sean Kingston               | 2010  | Little X                                     |            | 53                           |
| Monster (featuring Jay-Z, Rick Ross, Bon Iver and Nicki Minaj)                                                                       | Kanye West                  | 2010  | Jake Nava                                    |            | –                            |
| I Ain't Thru (featuring Nicki Minaj)                                                                                                 | Keyshia Cole                | 2010  | Benny Boom                                   |            | 23                           |
| The Creep (featuring Nicki Minaj) | The Lonely Island           | 2011  | Akiva Schaffer                               |            | 112                          |
| Where Them Girls At (featuring Flo Rida and Nicki Minaj)                                                                             | David Guetta                | 2011  | Dave Meyers                                  |            | 318                          |
| Y.U. Mad (featuring Nicki Minaj and Lil Wayne)                                                                                       | Birdman                     | 2011  | Gil Green                                    |            | 57                           |
| Fireball (featuring Nicki Minaj) | Willow Smith                | 2011  | Hype Williams                                |            | –                            |
| Dance (A$$) (Remix) (featuring Nicki Minaj)                                                                                          | Big Sean                    | 2011  | Mike Waxx, Mike Carson                       |            | 108                          |
| Turn Me On (featuring Nicki Minaj)                                                                                                   | David Guetta                | 2012  | Sanji Senaka                                 |            | 371                          |
| Give Me All Your Luvin' (featuring Nicki Minaj and M.I.A.)                                                                           | Madonna                     | 2012  | MegaForce                                    |            | 79                           |
| Take It to the Head (featuring Chris Brown, Rick Ross, Nicki Minaj and Lil Wayne)                                                    | DJ Khaled                   | 2012  | Colin Tilley                                 |            | 37                           |
| I Luv Dem Strippers (featuring Nicki Minaj)                                                                                          | 2 Chainz                    | 2012  | Benny Boom                                   |            | 41                           |
| Out of My Mind (featuring Nicki Minaj)                                                                                               | B.o.B                       | 2012  | Benny Boom                                   |            | 1                            |
| Get Low (featuring Nicki Minaj, Tyga and Flo Rida)                                                                                   | Waka Flocka Flame           | 2012  | Benny Boom                                   |            | 8                            |
| Beauty and a Beat (featuring Nicki Minaj)                                                                                            | Justin Bieber               | 2012  | Justin Bieber, Jon M. Chu                    |            | 961                          |
| Girl On Fire (Inferno Version) (featuring Nicki Minaj)                                                                               | Alicia Keys                 | 2012  | Sophie Muller                                |            | 34                           |
| Freaks (featuring Nicki Minaj) | French Montana              | 2013  | Eif Rivera                                   |            | 46                           |
| Tapout (featuring Lil Wayne, Future, Birdman, Mack Maine and Nicki Minaj)                                                            | Rich Gang                   | 2013  | Hannah Lux Davis                             |            | 133                          |
| I'm Out (featuring Nicki Minaj) | Ciara                       | 2013  | Hannah Lux Davis                             |            | 93                           |
| Somebody Else (featuring Nicki Minaj)                                                                                                | Mario                       | 2013  | Alexandre Moors                              |            | 21                           |
| Get Like Me (featuring Nicki Minaj and Pharrell Williams)                                                                            | Nelly                       | 2013  | Colin Tilley                                 |            | 13                           |
| Clappers (featuring Nicki Minaj and Juicy J)                                                                                         | Wale                        | 2013  | Benny Boom                                   |            | 27                           |
| Twerk It (featuring Nicki Minaj) | Busta Rhymes                | 2013  | Director X                                   |            | 66                           |
| Love More (featuring Nicki Minaj) | Chris Brown                 | 2013  | Chris Brown                                  |            | 203                          |
| I Wanna Be With You (featuring Nicki Minaj, Rick Ross and Future)                                                                    | DJ Khaled                   | 2013  | Colin Tilley                                 |            | 35                           |
| I B on Dat (featuring Nicki Minaj, Fabolous and French Montana)                                                                      | Meek Mill                   | 2013  | Will Ngo                                     |            | 13                           |
| Give It All To Me (featuring Nicki Minaj)                                                                                            | Mavado                      | 2013  | Grizz Lee                                    |            | 64                           |
| My Nigga (Remix) (featuring Lil Wayne, Nicki Minaj, Rich Homie Quan and Meek Mill)                                                   | YG                          | 2014  | Motion Family                                |            | 172                          |
| Senile (featuring Tyga, Lil Wayne and Nicki Minaj)                                                                                   | Young Money                 | 2014  | Colin Tilley                                 |            | 68                           |
| So Bad (featuring Nicki Minaj and Yummy Bingham)                                                                                     | Cam'ron                     | 2014  | Antwan Smith                                 |            | 0.6                          |
| Low (featuring Nicki Minaj, Lil Baby and Young Thug)                                                                                 | Juicy J                     | 2014  | Benny Boom                                   |            | 54                           |
| She Came To Give It To You (featuring Nicki Minaj)                                                                                   | Usher                       | 2014  | Philip Andelman                              |            | 8                            |
| No Love (Remix) (featuring Nicki Minaj)                                                                                              | August Alsina               | 2014  | Benny Boom                                   |            | 339                          |
| Touchin, Lovin (featuring Nicki Minaj)                                                                                               | Trey Songz                  | 2014  | Jason Zada                                   |            | 77                           |
| 2015 – 2019 |                             |       |                                              |            |                              |
| Throw Sum Mo (featuring Nicki Minaj and Young Thug)                                                                                  | Rae Sremmurd                | 2015  | Motion Family, Michael Illiams Illiams       |            | 166                          |
| Hey Mama (featuring Nicki Minaj and Afrojack)                                                                                        | David Guetta                | 2015  | Hannah Lux Davis                             |            | 1.4 milliard                 |
| Bitch I'm Madonna (featuring Nicki Minaj)                                                                                            | Madonna                     | 2015  | Jonas Åkerlund                               |            | 335                          |
| All Eyes On You (featuring Nicki Minaj and Chris Brown)                                                                              | Meek Mill                   | 2015  | Benny Boom                                   |            | 431                          |
| Back Together (featuring Nicki Minaj)                                                                                                | Robin Thicke                | 2015  | Ben Mor                                      |            | 18                           |
| No Broken Hearts (featuring Nicki Minaj)                                                                                             | Bebe Rexha                  | 2016  | Dave Meyers                                  |            | 294                          |
| Side to Side (featuring Nicki Minaj                                                                                                  | Ariana Grande               | 2016  | Hannah Lux Davis                             |            | 1.9 milliard                 |
| Do You Mind (featuring Nicki Minaj, Chris brown, August Alsina, Jeremih, Future and Rick Ross)                                       | DJ Khaled                   | 2016  | Gil Green                                    |            | 338                          |
| Swalla (featuring Nicki Minaj and Ty Dolla $ign)                                                                                     | Jason Derulo                | 2017  | Gil Green                                    |            | 1.6 milliard                 |
| Run Up (featuring PARTYNEXTDOOR and Nicki Minaj)                                                                                     | Major Lazer                 | 2017  | Paul, Luc & Martin                           |            | 88                           |
| Light My Body Up (featuring Nicki Minaj and Lil Wayne)                                                                               | David Guetta                | 2017  | Benny Boom                                   |            | 39                           |
| Kissing Strangers (featuring Nicki Minaj)                                                                                            | DNCE                        | 2017  | Marc Klasfeld                                |            | 88                           |
| You Da Baddest (featuring Nicki Minaj)                                                                                               | Future                      | 2017  | –                                            |            | 187                          |
| Swish Swish (featuring Nicki Minaj)                                                                                                  | Katy Perry                  | 2017  | Dave Meyers                                  |            | 640                          |
| Rake It Up (featuring Nicki Minaj)                                                                                                   | Yo Gotti                    | 2017  | –                                            |            | 249                          |
| You Already Know (featuring Nicki Minaj)                                                                                             | Fergie                      | 2017  | Bruno Ilogti                                 |            | 19                           |
| The Way Life Goes (Remix) (featuring Nicki Minaj)                                                                                    | Lil Uzi Vert                | 2017  | Daps                                         |            | 73                           |
| Krippy Kush (Remix) (featuring Nicki Minaj, Bad Bunny, 21 Savage and Rvssian)                                                        | Farruko                     | 2017  | Eif Rivera                                   |            | 122                          |
| The Light Is Coming (featuring Nicki Minaj)                                                                                          | Ariana Grande               | 2018  | Dave Meyers                                  |            | 61                           |
| Big Bank (featuring Nicki Minaj, 2 Chainz and Big Sean)                                                                              | YG                          | 2018  | –                                            |            | 207                          |
| Fefe (featuring Nicki Minaj and Murda Beatz)                                                                                         | 6ix9ine                     | 2018  | TrifeDrew & William Asher                    |            | 967                          |
| Idol (featuring Nicki Minaj) | BTS                         | 2018  | YongSeok Choi                                |            | 131                          |
| Goodbye (featuring Nicki Minaj and Willy William)                                                                                    | David Guetta & Jason Derulo | 2018  | Jason Derulo, David Strbik and Jeremy Strong |            | 143                          |
| Woman Like Me (featuring Nicki Minaj)                                                                                                | Little Mix                  | 2018  | Marc Klasfeld                                |            | 305                          |
| Dip (featuring Nicki Minaj) | Tyga                        | 2018  | Tyga & Arrad                                 |            | 176                          |
| Runnin (featuring Nicki Minaj, A$AP Ferg and A$AP Rocky)                                                                             | Mike Will Made It           | 2019  | –                                            |            | 8                            |
| Wobble Up (featuring Nicki Minaj and G-Eazy)                                                                                         | Chris Brown                 | 2019  | Chris Brown & Arrad                          |            | 76                           |
| Hot Girl Summer (featuring Nicki Minaj and Ty Dolla Sign)                                                                            | Megan Thee Stallion         | 2019  | Munachi Osegbu                               |            | 103                          |
| 2020 – 2025 |                             |       |                                              |            |                              |
| Nice to Meet Ya (featuring Nicki Minaj)                                                                                              | Meghan Trainor              | 2020  | Matthew Cullen                               |            | 28                           |
| Trollz (featuring Nicki Minaj) | 6ix9ine                     | 2020  | CanonF8, 6ix9ine, David Wept                 |            | 442                          |
| Move Ya Hips (featuring Nicki Minaj and MadeinTyo)                                                                                   | A$AP Ferg                   | 2020  | Isaac Rentz                                  |            | 6                            |
| Expensive (featuring Nicki Minaj) | Ty Dolla Sign               | 2020  | Romain Laurent                               |            | 13                           |

## Filmographie

### Documentaires
| Titre                         | Année | Chaîne de télévision | Notes | Références |
| ----------------------------- | ----- | -------------------- | --- | ---------- |
| My Time Now                   | 2010  | MTV                  | Images des MTV Video Music Awards 2010 et aperçu de la vie de Nicki Minaj au moment de la sortie de son premier album Pink Friday.             | [ 7 ]      |
| E! Special: Nicki Minaj       | 2011  | E!                   | Images d'archive de l'enfance de la rappeuse et son ascension fulgurante vers le succès.                                                       | [ 8 ]      |
| Nicki Minaj: Day in the Life  | 2012  | 4Music               | Scènes exclusives de la tournée de promotion au Royaume-Uni.                                                                                   | [ 9 ]      |
| Nicki Minaj: My Truth         | 2012  | E!                   | Mini-série en trois parties | [ 10 ]     |
| My Time Again                 | 2015  | MTV                  | Images des MTV Video Music Awards 2014, de la réalisation et des évènements amenant à la sortie du troisième album de Minaj, The Pinkprint.    | [ 11 ]     |
| The BET Life Of...Nicki Minaj | 2015  | BET                  | L'histoire des débuts de Nicki Minaj, avant son ascension vers le succès. Le documentaire présente également des séquences rares d'interviews. | [ 12 ]     |
| TBA                           | 2021  | HBO Max              | Aperçu de la vie de Nicki Minaj depuis l'enregistrement de son album Queen en 2018 jusqu'à son accouchement en 2020.                           |            |

### Télévision
| Titre                                              | Année | Rôle      | Notes | Références |
| -------------------------------------------------- | ----- | --------- | --- | ---------- |
| Mon incroyable anniversaire                        | 2010  | Elle-même | Caméo. Minaj fait une apparition en tant que rendez-vous galant de Justin Combs et se produit sur scène. | [ 13 ]     |
| VH1 Divas Salute The Troops                        | 2010  | Elle-même | Minaj et Katy Perry interprètent Girls Just Wanna Have Fun lors de ce concert donné pour l'armée américaine, enregistré à la Marine Corps Air Station Miramar.                                                         | [ 14 ]     |
| NBC's New Year's Eve                               | 2011  | Elle-même | Minaj interprète ses titres Moment 4 Life et Save Me devant l'Empire State Building à New York pour célébrer le Nouvel An 2011. Comme chaque année, la cérémonie est présentée par Carson Daly.                        | [ 15 ]     |
| Fashion Police                                     | 2011  | Elle-même | Juge invitée | [ 16 ]     |
| Saturday Night Live                                | 2011  | Elle-même | "Jesse Eisenberg et Nicki Minaj" (saison 36, épisode 693) | [ 17 ]     |
| Top Model USA                                      | 2011  | Elle-même | Juge invitée (cycle 17, épisode 1) | [ 18 ]     |
| America's Best Dance Crew                          | 2011  | Elle-même | Les groupes dansent sur cinq de ses titres : Check It Out, Massive Attack, Moment 4 Life, Did It On'em et My Chick Bad (saison 6, épisode 7)                                                                           | [ 19 ]     |
| Dick Clark's New Year's Rockin' Eve                | 2012  | Elle-même | Minaj interprète Turn Me On, Super Bass et Roman in Moscow à Times Square pour fêter le Nouvel An 2012. | [ 20 ]     |
| The Cleveland Show                                 | 2012  | Elle-même | Menace sur la société secrète (saison 4, épisode 2) | [ 21 ]     |
| American Idol                                      | 2013  | Elle-même | Juge principale, en compagnie de Randy Jackson, Keith Urban et Mariah Carey (saison 12) | [ 22 ]     |
| The Fabulous Life of...                            | 2014  | Elle-même | Épisode consacré à Minaj et YMCMB (saison 20, épisode 2) | [ 23 ]     |
| Home Shopping Network                              | 2014  | Elle-même | Lancement commercial du parfum exclusif Minajesty Exotic. | [ 24 ]     |
| Dave Skylark's Very Special VMA Special            | 2014  | Elle-même | Téléfilm comique. Minaj apparaît dans une parodie d'interview télévisée sur le talk-show du présentateur Dave Skylark (personnage inventé et joué par James Franco dans L'Interview qui tue !).                        | [ 25 ]     |
| Steven Universe                                    | 2014  | Sugilite  | Coach Steven (saison 1, épisode 20) | ,          |
| Saturday Night Live                                | 2014  | Elle-même | "James Franco et Nicki Minaj" (saison 40, épisode 774) | [ 28 ]     |
| On the Run Tour                                    | 2014  | Elle-même | Diffusion spéciale des images du concert On the Run de Beyoncé et Jay-Z sur HBO. Minaj interprète Flawless (Remix) avec Beyoncé sur la scène du Stade de France à Paris.                                               | [ 29 ]     |
| Steven Universe                                    | 2015  | Sugilite  | Cry For Help (saison 2, épisode 10) | ,          |
| Steven Universe                                    | 2016  | Sugilite  | Know Your Fusion (saison 4, épisode 2). Images d'archive. | ,          |
| The Pinkprint Tour: Nicki Minaj Live From Brooklyn | 2016  | Elle-même | Diffusion sur BET des images du concert de Minaj au Barclays Center à Brooklyn lors de sa tournée The Pinkprint Tour. Performance complète, entrevues inédites et images des coulisses.                                | ,          |
| Saturday Night Live                                | 2018  | Elle-même | "Tina Fey et Nicki Minaj" (saison 43, épisode 850) |            |
| L'Incroyable Famille Kardashian                    | 2019  | Elle-même | (saison 16, épisode 2) Minaj apparaît en FaceTime avec Kim Kardashian et Kanye West, ce dernier discutant avec elle d'une collaboration intitulée New Body pour son prochain album Yandhi                              | [ 34 ]     |
| The Tonight Show Starring Jimmy Fallon             | 2019  | Elle-même | "Nicki Minaj / Phoebe Robinson / Julia Michaels" (saison 6, épisode 174) Minaj est interviewée par Jimmy Fallon sur son talk-show et participe à un sketch durant lequel elle dîne au restaurant Red Lobster avec lui. | [ 35 ]     |
| RuPaul's Drag Race                                 | 2020  | Elle-même | (saison 12, épisode 1) Après Lady Gaga, Christina Aguilera et Miley Cyrus, c'est Nicki Minaj qui est cette année la juge surprise mise à l'honneur dans le premier épisode de la saison.                               | [ 36 ]     |

### Films
| Film                                        | Rôle                     | Année | Réalisateur(s)                 | Budget ($)  | Box-office mondial ($) | Références      |
| ------------------------------------------- | ------------------------ | ----- | ------------------------------ | ----------- | ---------------------- | --------------- |
| L'Âge de glace 4 : La Dérive des continents | Steffie (voix originale) | 2012  | Mike Thurmeier & Steve Martino | 95 millions | 877 millions           | *Fiche Allociné |
| Triple Alliance                             | Lydia                    | 2014  | Nick Cassavetes                | 40 millions | 196,7 millions         | *Fiche Allociné |
| Barbershop: The Next Cut                    | Draya                    | 2016  | Malcolm D. Lee                 | 20 millions | 55 millions            | *Fiche Allociné |
| Angry Birds : Copains comme cochons         | Pinky (voix originale)   | 2019  | Thurop Van Orman & John Rice   | 65 millions | 154,6 millions         | *Fiche Allociné |

## Publicités
| Marque / Produit       | Année | Réalisateur(s)            | Description | Références |
| ---------------------- | ----- | ------------------------- | --- | ---------- |
| MTV                    | 2010  | Michael John Warren       | Promotion pour la cérémonie MTV Video Music Awards 2010. La publicité est en noir et blanc et utilise un style rétro. | ,          |
| Pepsi                  | 2012  | Fredrik Bond              | "Now in a Moment": deux jeunes explorent un monde où le temps est arrêté. Une version revisitée de la chanson Moment 4 Life de Nicki Minaj joue en fond. La créatrice de mode Betsey Johnson réalise un caméo. | ,          |
| Adidas                 | 2012  | Melina Matsoukas          | Publicité pour Adidas X Jeremy Scott. Nicki Minaj est en tête d'affiche et le titre Masquerade joue en fond. Caméos de Big Sean, 2NE1 et autres. | ,          |
| iHeartRadio            | 2012  | –                         | Minaj, Usher, Katy Perry, One Direction, Enrique Iglesias, Pitbull et Christina Aguilera font une apparition pour promouvoir le service de iHeartRadio. | [ 43 ]     |
| Pink Friday            | 2012  | Benny Boom                | Publicité pour le premier parfum officiel de Nicki Minaj, Pink Friday. Le titre Freedom extrait de l'album Pink Friday: Roman Reloaded joue en fond. | ,          |
| Beats by dre           | 2013  | Chris Waitt, Allen Hughes | Publicité pour l'édition limitée de l'enceinte bluetooth Beats Pill, la "Pink Pill" de Nicki Minaj. Caméo de DeRay Davis. | [ 46 ]     |
| Minajesty              | 2013  | David LaChapelle          | Publicité pour le second parfum officiel de Nicki Minaj appelé Minajesty. Dans une ambiance féérique, on y voit Minaj courir dans les bois. | ,          |
| Nicki Minaj Collection | 2013  | Jonas Åkerlund            | Publicité pour la première collection de prêt-à-porter de Minaj, en partenariat avec shopyourway.com et Kmart. De nombreuses versions de la rappeuse portent les différentes tenues pendant que son titre Marilyn Monroe joue en fond. | ,          |
| Beats by dre           | 2014  | –                         | "#SoloSelfie" : De nombreux artistes (Serena Williams, Big Sean, Kendall et Kylie Jenner, 2 Chainz...) réalisent une selfie vidéo en portant le nouveau casque Beats Audio Solo. Minaj joue également dans un spot publicitaire personnel "Solo Selfie: The Pinkprint". Elle se filme portant le casque sur le tournage des clips de Only (qui joue en fond) et Grand Piano, extraits de son quatrième album The Pinkprint. | ,          |
| Beats by dre           | 2014  | Hannah Lux Davis          | Nicki Minaj, Jessie J et Ariana Grande font la publicité de plusieurs produits Beats (Pink Pill XL, Beats Audio Pink Colr Mixr) dans la bande-annonce de leur clip Bang Bang. | ,          |
| Tidal                  | 2015  | –                         | "Tidal For All" : Jay-Z lance Tidal, une nouvelle plateforme de streaming avec pour objectif une meilleure collaboration avec les artistes et les auditeurs. Les artistes les plus connus sont réunis autour d'une table : Beyoncé, Nicki Minaj, Madonna, Kanye West, Calvin Harris, Daft Punk et autres. | ,          |
| Beats by dre           | 2016  | Chris Greve               | "Got No Strings" : Sur l'air de Sans aucun lien du film Pinocchio, un florilège de stars fait la publicité d'écouteurs et de casques bluetooth sans fil de Beats. Apparitions de Nicki Minaj, Pharrell Williams, DJ Khaled, Amber Rose, Travis Scott et autres. | [ 57 ]     |
| T-Mobile               | 2016  | –                         | "Love Triangle: Four Lines" : Un homme est dans un triangle amoureux avec Snapchat et Minaj dont il regarde les clips. Il n'a pas assez de forfait internet pour utiliser les deux, qui le quittent. Publicité pour le forfait internet illimité de T-Mobile. | ,          |
| H&M                    | 2017  | Johan Renck               | "A Magical Holiday" : À l'approche de Noël, deux parents (Jesse Williams et Nicki Minaj) couchent leur fille. Le père lui raconte une histoire comprenant une fée (Minaj) et le frère méchant du Père Noël (John Turturro). H&M dévoile sa nouvelle collection des fêtes dans ce conte des temps modernes. | ,          |
| Beats by dre           | 2018  | Dave Meyers               | "Queen of Queens" : dans cette publicité, Serena Williams est couronnée "reine du Queens" (jeu de mots avec le mot queen qui signifie reine en anglais). Minaj y fait une apparition, ayant grandi dans le Queens et récemment sorti un album intitulé Queen. Le titre Majesty qui joue en fond en est un extrait. Caméo de Nas.                                                                                            | ,          |
| Madden NFL             | 2019  | Neal Brennan              | "Make Your Play" : Nicki Minaj apparaît dans cette publicité pour le nouveau jeu vidéo de EA Sports Madden 19. Caméos de Lil Dicky, Chris Redd et autres. | ,          |